# William Quaitoo
 (juillet 2025).
William Agyapong Quaitoo, né le 11 septembre 1966 à Akim Gyadam, est un homme politique ghanéen. Il a été député de la circonscription d'Akim Oda, région de l'Est, au cours de la 7e législature (en) , . Il a été nommé vice-ministre de l'Agriculture en 2013 . Il est le directeur général de la Tree Crops Development Authority , .

## Jeunesse et éducation
Quaitoo est né le 11 septembre 1966 et est originaire d'Akim Gyadam dans la région orientale du Ghana. Il a fréquenté l'école primaire Kalpohin à Tamale, l'école primaire catholique romaine Yoo à Savelugu et l'école secondaire expérimentale Vitting à Tamale, toutes dans la région nord du Ghana. Il a fréquenté au Lycée technique du Ghana (Takoradi) (en) pour son niveau GCE « O » à Takoradi et du Lycée Oda (en) pour son niveau GCE « A » à Akim Oda. Il a étudié au Galilee College en Israël où il a obtenu un diplôme en agroalimentaire, en gestion des exportations et du marketing. Il a fréquenté l'Université de Cape Coast où il a obtenu un BSC (HONS) en chimie et un diplôme en éducation. Il est également titulaire d'un MBA de l'Université du Ghana .

## Carrière
Quaitoo a commencé sa carrière en 2000 lorsqu'il a été nommé directeur du développement du marché d'OIC International. Il a été directeur de l'établissement jusqu'en 2002. En 2002, il a été nommé directeur des programmes d'Enterprise Works, au Ghana, où il a occupé ce poste jusqu'en 2006. Fin 2006, il s'est vu proposer un autre poste de directeur du Conseil ghanéen du cacao jusqu'en 2012 .

## Politique
Quaitoo est membre du Nouveau Parti patriotique. Il est l'ancien député de la circonscription d'Akim Oda , . En 2020, lors des primaires parlementaires du NPP, il a perdu son siège au profit d'Alexander Ackum , .

### Élection de 2012
Français Lors des élections générales ghanéennes de 2012 (en), il a remporté le siège parlementaire de la circonscription d'Akim Oda avec 18 982 voix, soit 62,74 % du total des suffrages exprimés, tandis que le candidat parlementaire du NDC, Kwabena Nkansah Asare, avait 6 315 voix, soit 20,87 % du total des suffrages exprimés, le candidat parlementaire du Parti populaire progressiste (Ghana) (en), Kofi Asamoah-Siaw, avait 782 voix, soit 2,58 % du total des suffrages exprimés, le candidat parlementaire du Parti national démocratique (Ghana) (en), Aninakwah Joshua Kwabena, avait 278 voix, soit 0,92 % du total des suffrages exprimés, un candidat parlementaire indépendant, Baa Abora, avait 1 626 voix, soit 5,37 % du total des suffrages exprimés et un autre candidat parlementaire indépendant, Augustus Ennin Attafuah, avait 1 993 voix, soit 6,59 % du total des suffrages exprimés .

### Élection de 2016
Lors des élections générales ghanéennes de 2016, il a de nouveau remporté le siège parlementaire de la circonscription d'Akim Oda avec 21 131 voix, soit 73,4 % du total des suffrages exprimés, tandis que le candidat parlementaire du NDC, Kwabena Nkansah Asare, avait 6 892 voix, soit 23,9 % du total des suffrages exprimés, le candidat parlementaire du PPP, Baa Abora, avait 599 voix, soit 2,1 % du total des suffrages exprimés, et le candidat parlementaire du CPP, George Owusu Agyemang, avait 161 voix, soit 0,6 % du total des suffrages exprimés .

### Comité
Quaitoo était le président du Comité parlementaire spécial sur l'éducation, .

## Démission du poste de vice-ministre
En août 2017, Quaitoo a fait quelques commentaires ethnocentriques sur les habitants de la région nord du Ghana,. Dans sa déclaration, il a déclaré : « Nos frères [du nord du Ghana], c'est si difficile de traiter avec eux. J'y ai vécu 27 ans, je parle le dagbani comme un dagomba et tout ça. Ce sont des gens très difficiles. Personne ne peut prouver quoi que ce soit. Si quelqu'un affirme que sa ferme a été détruite par la chenille légionnaire, il devrait venir le prouver. Nous n'avons aucune trace de cela. C'est juste une façon de soutirer de l'argent au gouvernement ; c'est ce qu'ils font tout le temps. » Après ses commentaires, des membres du grand public ont appelé à sa démission, condamnant ces propos comme étant tribalistes. Suite à son appel à la démission, il a officiellement démissionné de son poste de vice-ministre de l'Agriculture le 29 août 2017, , , . Il a été remplacé par Kennedy Osei Nyarko (en) , , .

## Vie personnelle
Quaitoo est marié et père de cinq enfants. Il est chrétien et pratique la religion baptiste. Il parle anglais, twi, dagbani, haoussa et ga .